# Campaña del oeste de Irak
La campaña del oeste de Irak —a veces denominada como batalla de Al-Qaim por los medios internacionales—, fue una operación militar desarrollada por el gobierno de la República de Irak contra las milicias del grupo terrorista Estado Islámico en el oeste del territorio iraquí en la frontera con Siria en el marco de la guerra civil iraquí, los combates comenzaron el 26 de octubre y culminaron el 17 de noviembre, dando como resultado la victoria del gobierno iraquí y la casi total expulsión del Estado Islámico en Irak.
La campaña fue desarrollada en paralelo a la campaña del este de Siria realizada al otro lado de la frontera por el gobierno de Bashar al-Asad y la batalla de Al Raqqa realizada por las Fuerzas Democráticas Sirias al noreste de Siria.